# William Montagu, 7:e hertig av Manchester
William Drogo Montagu, 7:e hertig av Manchester, född den 15 oktober 1823 på Kimbolton Castle, död den 22 mars 1890 i Neapel, var en brittisk ädling, son till George Montagu, 6:e hertig av Manchester.

## Biografi
William Montagu var parlamentsledamot (MP) 1848–1855. År 1848 engagerade han sig i ett stort uppodlingsprojekt i Nya Zeeland och det var projektledarnas förhoppning att han skulle bli kolonins ledare i Nya Zeeland, men därav blev intet. Han köpte dock stora landområden som fortfarande kallas Mandeville North (efter hans dåvarande titel, lord Mandeville) utanför Kaiapoi. Han efterträdde sin far som hertig av Manchester 1855.
Han gifte sig i Hannover 1852 med grevinnan Luise Friederike Auguste von Altern (1832–1911), (senare omgift med Spencer Cavendish, 8:e hertig av Devonshire). De fick fem barn, däribland:
- George Victor Drogo Montagu, 8:e hertig av Manchester (1853–1892)
- Lady Mary Louise Elisabeth Montagu (1854–1934), gift 1:o med William Alexander Douglas-Hamilton, 12:e hertig av Hamilton
- Lady Louisa Augusta Beatrice Montagu (1856–1944), gift med Archibald Acheson, 4:e earl av Gosford
- Lady Alice Maude Olivia Montagu (1862–1957), gift med Edward Stanley, 17:e earl av Derby